# José Desmarets
José Desmarets (Schaarbeek, 16 september 1925 – Ukkel, 8 augustus 2019) was een Belgisch politicus en minister voor de PSC.

## Levensloop
Desmarets was van opleiding doctor in de rechten en licentiaat in de politieke en sociale wetenschappen. Tijdens de Tweede Wereldoorlog was hij actief in het Verzet en ving hij een Moldavische Jood op die opgespoord werd door de Gestapo. In 1982 ontvingen hij en zijn vader hiervoor van de Israëlische regering de eretitel "Rechtvaardige onder de Volkeren". Van 1944 tot 1945 vocht hij als vrijwilliger in het Belgische leger.
Na zijn studies werkte hij als op de studiedienst van de christelijke vakbond en was hij juridisch raadgevers, alvorens van 1955 tot 1966 directeur te worden van de Brusselse christendemocratische krant La Cité. Daarna was hij vanaf 1966 adviseur bij de Union des Exploitations Electriques en Belgique.
Hij engageerde zich bij de PSC en behoorde er tot de rechtse CEPIC-strekking. Hij  was een vertrouwensman van partijkopstuk Paul Vanden Boeynants en werd voorzitter van de PSC-afdeling van het arrondissement Brussel en nationaal ondervoorzitter van de partij. Van januari tot maart 1972 was hij bovendien interim-voorzitter van de PSC.
Van 1958 tot 1988 was hij gemeenteraadslid en van 1965 tot 1970 en van 1977 tot 1988 schepen van Openbare Werken in Ukkel. Van 1971 tot 1985 zetelde hij voor de PSC namens het arrondissement Brussel tevens in de Kamer van volksvertegenwoordigers en van 1985 tot 1987 in de Belgische Senaat. Ook werd Desmarets in 1971 verkozen tot lid van de Brusselse Agglomeratieraad. In de Kamer was hij zeer actief in de commissies Middenstand, Financiën en Openbare Werken en van 1974 tot 1979 PSC-fractievoorzitter.
Van 1979 tot 1981 volgde hij tevens een ministeriële loopbaan: van 1979 tot 1981 was hij vice-eersteminister, van 1979 tot 1980 was hij minister van landsverdediging, voor enkele maanden in 1980 was hij minister van planning en wetenschapsbeleid en van 1980 tot 1981 was hij minister van middenstand en het plan.
Na zijn politieke loopbaan heeft Desmarets zich vooral beziggehouden (vaak als voorzitter) met organisaties die de Chinees-Europese handelsbetrekkingen bevorderen.

## Publicatie
- Le bouclier. La paix par la défense, Brussel, 1981